# 前728年
| 千纪： | 前1千纪 |
| 世纪： | 前9世纪 \| 前8世纪 \| 前7世纪 |
| 年代： | 前750年代 \| 前740年代 \| 前730年代 \| 前720年代 \| 前710年代 \| 前700年代 \| 前690年代 |
| 年份： | 前733年 \| 前732年 \| 前731年 \| 前730年 \| 前729年 \| 前728年 \| 前727年 \| 前726年 \| 前725年 \| 前724年 \| 前723年 |
| 纪年： | 癸丑年（牛年）；周平王四十三年；魯惠公四十一年；齊僖公三年；晉孝侯十一年；曲沃莊伯三年；秦文公三十八年；楚武王十三年；宋穆公元年；衛桓公七年；陳桓公十七年；蔡宣公二十二年；曹桓公二十九年；鄭莊公十六年；燕繆侯元年；杞武公二十三年 |

## 大事记
- 提格拉特帕拉沙尔三世在位末期，亚述国内发生了一次大规模叛乱。这次叛乱发生于前728年，其性质尚不清楚，因为记载此事的泥板已经损坏了。